# ژرژ رودنباخ
 ژرژ رودنباخ (به فرانسوی: Georges Rodenbach) شاعر، رمان‌نویس و نمایش‌نامه نویس بلژیکی فرانسوی زبان در سال ۱۸۵۵ در شهر تورنه متولد شد و در سال ۱۸۹۸ در شهر پاریس درگذشت

## آثار
- کانون و کشتزارها (۱۸۷۷)
- غم‌ها (۱۸۷۹)
- دریای پدرام
- جوانی سفید (۱۸۸۶)
- حکومت سکوت
- بروژ، شهر مرده
- ناقوس بان
- درخت
- آئینه آسمان زادگاه (۱۸۹۸)
- چرخ مه ها